# Masaru Uchiyama
Masaru Uchiyama (Prefettura di Shizuoka, 14 aprile 1957) è un ex calciatore giapponese, di ruolo difensore.